# Broich (Hennef)
Broich ist ein Ortsteil der Stadt Hennef (Sieg) im Rhein-Sieg-Kreis in Nordrhein-Westfalen. Heute wird in der Statistik der Stadt Hennef dieser Ortsteil nicht mehr gesondert ausgewiesen.

## Lage
Der Ort liegt in einer Höhe von 200 Metern über NN auf den Hängen des Westerwaldes. Nachbarorte sind Hanf im Nordosten, Köschbusch im Osten und Bennerscheid (Stadt Königswinter) im Westen.

## Geschichte
Nach einer Statistik aus dem Jahr 1885 lebten damals in Broich 36 Einwohner in 10 Häusern.
1910 gab es in Broich die Haushalte Ackerer und Schlosser Heinrich Broich, Schuster Wilhelm Dohr, Ackerin Witwe Friedrich Feld, Stellmacher Anton Heumann, Schneider Matthias Heumann, Ackerer Jakob Külgen, Schuster Peter Külgen, Fuhrknecht und Ackerer Heinrich Laufenberg, Ackerin Witwe Wilhelm Meurer und Theodor Pannenbecker ohne Gewerbe.
Bis zum 1. August 1969 gehörte die Ortschaft Broich zur Gemeinde Uckerath. Im Rahmen der kommunalen Neugliederung des Raumes Bonn wurde Uckerath, damit auch der Ort Broich, der damals neuen amtsfreien Gemeinde „Hennef (Sieg)“ zugeordnet.